# Сухий лист
«Сухий лист» — в футболі так називають завдання м'ячу обертання навколо похилої осі.
Основною ознакою удару «сухий лист» є траєкторія польоту м'яча. Спочатку м'яч летить по складній дузі — сумі обертальних рухів навколо вертикальної і поперечних осей — і на останній ділянці траєкторії (і це важливо!) падає різко вниз. Надати таку траєкторію м'ячу можна ударом носка, але класичним прийнято вважати удар зовнішньою стороною стопи. У СРСР «сухий лист» пов'язують одразу з двома особистостями — Діді і Лобановським.
Назва «folha seca» з'явилася завдяки бразильському футболістові Діді (Валдір Перейра).
Винахідником «сухого листа» з кутового удару був Валерій Лобановський. Прийом назвали «сухим листом» за тонкість, закрученість і складність польоту м'яча. Як це відбувалося: Лобановський пускав м'яч по дуже крутій траєкторії — у результаті м'яч опускався за спиною воротаря під поперечину. Цей удар довгий час ніхто не міг повторити.